# ニューロンドン学校爆発事故
ニューロンドン学校爆発事故（ニューロンドンがっこうばくはつじこ、New London School explosion）は、アメリカ合衆国テキサス州のニューロンドンで1937年3月18日に発生したガス爆発を原因とする事故である。漏出した天然ガスの爆発によって300人以上の学生と教師が死亡した。

## 事故の背景
1930年代中頃は世界恐慌のまっただ中であったが、ニューロンドン学区は当時のアメリカ合衆国内において非常に裕福な地区の1つであった。1930年のラスク郡での油田発見は地域経済を活性化し、それに伴い教育予算も充実した。鉄筋コンクリート構造のニューロンドン学校の校舎は、当時の金額で100万ドル（2007年時点の価値に換算して1,450万ドル）をかけて建てられた。地元のニューロンドン・ワイルドキャッツがプレーしたフットボール・スタジアムは、合衆国で最初に照明灯を装備した競技場であった。
校舎は傾斜地に建てられ、建物の下部には大きな断熱空気層構造が配置されていた。元計画ではボイラーと蒸気管を使った暖房システムを予定していたが、教育委員会はこれを覆し、校舎の全体に72基のガス・ヒーターを設置する計画を採用した。
1937年初頭に、教育委員会は経費節約のために天然ガスの使用契約を取り消し、パレード・ガソリン社のガス廃棄ラインから配管するようにした。このようなやり方は石油会社の承認を得たものではなかったが、この地域では広く行われていたものであった。当時、石油と共に産出される天然ガスは廃棄物と見なされ、焼却処分されていた。天然ガスは無価値なものとされていたので、石油会社はこのようなやり方に見て見ぬふりをしていたのである。しかし、このような「未処理」で「湿性」なガスの品質は非常に不安定なものであった。

## 爆発までの経緯
隣接するヘンダーソンで行われる学校対抗戦のために金曜日の授業は休みとなっていた。事故当日1937年3月18日の木曜日は通常通りの時間割で、1年生から4年生まではすでに下校していた。校舎からおよそ30メートル離れた体育館ではPTAの会合が開かれていた。
ガス廃棄ラインとの接続部から漏出した天然ガスは、誰にも気づかれることなく校舎前面の総延長76メートルにも及ぶ密閉された配管スペースに充満していった。天然ガスは本来無臭であり、そのために気づかれなかったのである。時折、生徒が頭痛を訴えたが、気に留められることはなかった。

## 爆発とその後
15時5分から15時20分の間に技術科目の講師レミー・R・バトラーが電気のスイッチを入れた。この電気のスイッチで発生した火花が引火したと考えられている。
目撃者の証言によると、校舎の壁が膨らみ、屋根は持ち上がった後に崩れ落ち、そして校舎の主要部は崩壊した。その爆発力は、2トンのコンクリートブロックが建物を飛び越え、隣に駐車していた1936年型シボレーを押しつぶしたほどであった。
死者の数は296名から319名とされるが、当時のニューロンドンの住民の多くが油田労働者であったことを考えると、その数を遥かに上回る可能性がある。事故当時600名の生徒と40名の教師が校舎内にいたと考えられているが、無事に逃れることができたのは約130名のみであった。
合衆国鉱山局の専門家は、ガス廃棄ラインとの接続が事故の原因であると結論づけた。この接続から学校内にガスが漏出し、加えて天然ガスが無臭透明であったために漏出は気付かれなかった。同様の危険を減らすために、テキサス州当局は天然ガスへのチオールの添加を義務づけることにした。チオールの強烈な匂いはガス漏れの早期検知を可能とする。このやり方は速やかに世界中に広まっていった（→付臭）。
事故のすぐ後にテキサス州議会は緊急議会を開き、技師登録法を制定した。ガス配管の施行不良が事故の原因であったことから、世論は技師の業務を法的に規制するように州政府に圧力を加えたのである。テキサス州では現在においても、「技師」の肩書きの使用は州政府によって認定された専門家のみに法的に規制されている。